# Normativa espanyola sobre protocol oficial
La normativa espanyola sobre protocol oficial recull les normes cerimonials en normes jurídiques a Espanya.

## Llista de normes
- Constitució espanyola de 1978
- Reial Decret 707/1979, de 5 d'abril, sobre fórmules de jurament o promesa en l'acte de presa de possessió de càrrecs o funcions públiques
- Reial Decret 2099/1983, de 4 d'agost, sobre Ordenament General de Precedències de l'Estat
- Reial Decret 2100/1983, de 4 d'agost, sobre l'Estatut dels Ex-Presidents del Govern
- Reial Decret 2945/1983, de 9 de novembre. Reals ordenances de l'Exèrcit de Terra
- Reial Decret 834/1984, de 11 d'abril. Reglament d'Honors Militars
- Reial Decret 1024/1984, de 23 de maig. Real Ordenances de l'Armada
- Reial Decret 494/1984, de 22 de febrer. Ordenances de l'Exèrcit de l'Aire
- Reial Decret 405/1992, de 24 d'abril, pel que es regula l'estatut dels Ex-Presidents del Govern
- Reial Decret 758/1996, de 5 de maig, sobre la reestructuració dels Departaments Ministerials
- Reial Decret 759/1996, de 5 de maig, sobre la creació de dos vicepresidències del govern
- Reial Decret 838/1996, de 10 de maig, sobre reestructuració del Gabinet i la Secretaria General de la Presidència del Govern[1]

### Normes sobre les banderes
Les normes sobre la bandera espanyola són:
- Reial Decret 1511/1977, de 21 de gener. Reglament d'Insígnies, Banderes i Distintius
- Llei 85/1978, de 28 de desembre. Reials Ordenances de les Forces Armades
- Reial Decret 2335/1980, de 10 d'octubre, sobre l'ús de la Bandera d'Espanya i banderes a bord
- Reial Decret 7441/1981, de 27 de febrer, sobre els colors de la Bandera d'Espanya
- Llei 39/1981, de 28 d'octubre. Regula l'ús de la bandera espanyola i d'altres ensenyes.

La bandera espanyola ha d'ocupar, per aquesta última llei, el lloc d'honor. Si hi ha diverses banderes onejant, el lloc d'honor és el centre per a nombre imparell i la part dreta del centre en cas parell. La bandera d'Espanya ha d'onejar a l'exterior dels edificis oficials de les administracions públiques: central, autonòmica, provincial, insular i municipal; i als edificis institucionals. A més, ocupa lloc preferent a l'interior de tots aquests.
Les banderes autonòmiques es col·loquen segons l'ordre que foren aprovats els seus estatuts d'autonomia.
La bandera de la Unió Europea té lloc preferent respecte els països membres de la Unió Europea. L'Extracte 29/1986 de 15 d'abril adoptà la bandera i l'himne de la Unió Europea i estableix quins dies cal hissar la bandera. L'ordre de les banderes dels estats membres segueix l'ordre alfabètic aplicat als noms en l'idioma oficial d'aquests.
Les banderes de la comunitat iberoamericana es col·loquen per ordre alfabètic en espanyol. Les de l'OTAN, ONU i altres organitzacions, ordenades alfabèticament en anglès.

### Normes sobre l'escut d'Espanya
La Llei 39/1981, de 5 d'octubre, descriu l'escut del Regne d'Espanya; el Reial Decret 2964/1981, del 18 de desembre, estableix l'ús segons normes generals.

### Normes sobre l'himne nacional
L'ús de l'himne oficial d'Espanya i cada versió d'aquest estan regulats pel Reial Decret 1560/1997, de 10 d'octubre.

### Normativa de protocol en les corporacions locals
A nivell local, s'estableix en sessió del ple de l'Ajuntament el reglament del protocol. L'alcalde s'encarrega de dirigir el protocol, etiqueta i cerimònies.
La normativa de protocol en les corporacions locals és la següent:
- Els articles 140 i 141 de la Constitució.
- Reial Decret de 8 de gener de 1929, sobre la Medalla destinada al Secretari de l'Administració Local.
- Decret de 17 de maig de 1952. Reglament d'Organització, Funcionament i Règim Jurídic de les Corporacions Locals.
- Decret de 30 de maig de 1952, sobre Reglament de Funcionaris de l'Administració Local.
- Ordre de 28 d'agost de 1959, sobre l'ús de l'uniforme i distintiu dels Cossos de l'Administració Local. (Modificat per l'Ordre de 5 de novembre de 1959).
- Llei 7/1985, de 2 d'abril, reguladora del Règim Local.
- Reial Decret 781/1986, de 18 d'abril. Text refosa del Règim Local.
- Reial Decret 2568/1986 de 28 de novembre. Reglament d'Organització, Funcionament i Règim Jurídic de les Entitats Locals.

### Normativa sobre el tractament
L'ordre de 7 de juliol de 1986, de la Presidència del Govern, regula els tractaments honorífics.